# Mitropa

Logotipo (1949-2004).

Mitropa, más tarde denominada Mitropa AG, fue una compañía de cáterin conocida por los servicios de restauración y coches-camas que ofreció con las diferentes compañías de ferrocarril alemanas que existieron a lo largo del siglo XX. "Mitropa" en realidad es un acrónimo de Mitteleuropäische Schlaf- und Speisewagen Aktiengesellschaft (en español, sociedad anónima de coches-dormitorio y comedor en Europa central). La compañía fue reestructurada en 2002 y finalmente vendida en 2004. Desde 2006 el resto de la antigua empresa opera bajo el nombre de SSP Deutschland GmbH.

## Historia
La compañía fue creada el 24 de noviembre de 1916, con el objetivo de reducir el predominio de la franco-belga Compagnie Internationale des Wagons-Lits (CIWL). Entre los fundadores de Mitropa se encontraban también las administraciones ferroviarias del Imperio alemán y el Imperio austrohúngaro. Con el inicio de operaciones el 1 de enero de 1917, la Compañía obtuvo el monopolio para la explotación de los vagones-restaurantes y coches-cama en Alemania, Austria y Hungría hasta el 1 de octubre de 1946. Pero tras el final de la Primera Guerra Mundial, el territorio de Mitropa se limitó de nuevo a Alemania y Austria a través de un acuerdo con la ISG, aunque la compañía también ofreció sus servicios en los expresos con destino a los Países Bajos y Suiza.
En la Alemania de posguerra Mitropa operó junto a la nueva compañía nacional de ferrocarriles Deutsche Reichsbahn Gesellschaft (DRG). A partir de entonces se hizo cargo del expreso de los Balcanes que unía Berlín con Estambul y que se pretendía que sustituyera al Orient Express de la "Wagons-Lits". Mitropa no se hizo cargo de la restauración en los coches-comedor alemanes hasta 1925, pues hasta esa fecha la Reichsbahn mantuvo sus propios restaurantes.

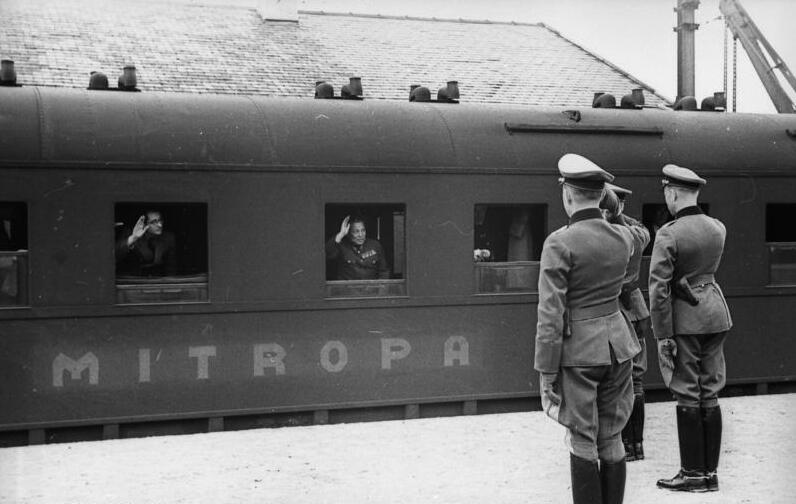
Vagón de Mitropa operando con la Wehrmacht durante la guerra.

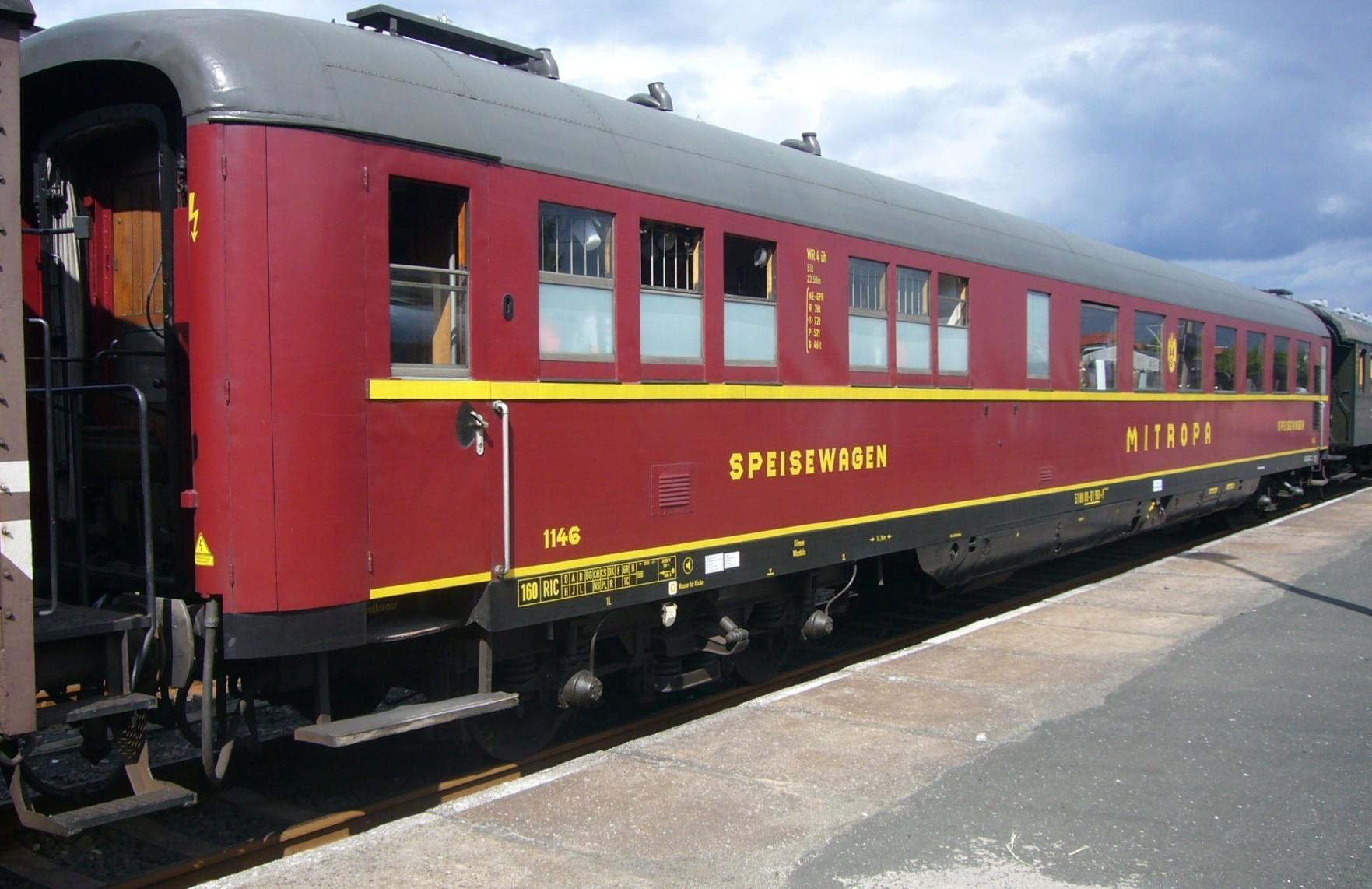
Coche-comedor de Mitropa, en la actualidad.

Tras el comienzo de la Segunda Guerra Mundial, inicialmente la compañía tuvo que limitar sus operaciones. Una parte de los comedores y de los coches-cama fueron destinados a servicios militares. Después de la ocupación de gran parte de Europa central por la Wehrmacht, Mitropa se hizo cargo de los servicios de la CIWL, por lo que ahora sus coches-cama llegaban hasta Burdeos o Sofia. En última instancia, esta expansión fue sólo de forma temporal. Los nuevos servicios de coches-restantes fueron creados en junio de 1942 por Albert Ganzenmüller, Secretario de Estado del Ministerio de Transportes del Reich, que también reguló estrictamente el funcionamiento de los coches-cama. Con el recrudecimiento de la guerra, la compañía se hizo cargo de los servicios de hospitalización que se organizaban en los transportes militares, especialmente en las estaciones de ferrocarril. Durante la ocupación alemana de Polonia, en la Estación central de Varsovia fue abierto un Restaurante-Mitropa con acceso limitado solo a los alemanes.
Como resultado de la contienda y la división de Alemania, Mitropa también se dividió: la dirección de Mitropa AG en el oeste se reestructuró en la Deutsche Schlafwagen- und Speisewagengesellschaft (DSG), que se encargó de los servicios de restauración y coches-cama en la nueva Deutsche Bundesbahn de la República Federal Alemana. En la Alemania oriental Mitropa logró mantenerse operativa con la Deutsche Reichsbahn de la RDA, y no solo se limitó a la restauración o coches-cama, sino que gestionó una amplia variedad de restaurantes en las estaciones de ferrocarril, especialmente en las de mayor tamaño. Después de la reunificación de Alemania en octubre de 1990, Mitropa y DSG continuaron operando en sus respectivas zonas hasta el 1 de enero de 1994, cuando la Reichsbahn y Bundesbahn se fusionaron para formar la Deutsche Bahn AG (DB); Mitropa y DSG también se fusionaron bajo la marca Mitropa AG. Este fue uno de los muy pocos casos, y el más importante, en el que una empresa de Alemania Occidental fue "absorbida" por una de la Alemania oriental.
La nueva Mitropa inicialmente atendía a los viajeros de ferrocarril, en carretera, transporte marítimo y servicios prestados en las estaciones de ferrocarril. Dado que los servicios de cáterin en los transportes marítimos no eran rentables, en 1999-2000 fueron vendidos a Scandines. El 1 de julio de 2002 los servicios centrales de cáterin ferroviario fueron entregados a "DB Reise & Touristik AG", filial de DB. En 2004 los servicios restantes de Mitropa fueron vendidos al Compass Group y Mitropa AG fue renombrada como Mitropa GmbH. Esta sigue operando los servicios de restauración en las Estaciones de ferrocarril y las Autobahn, mientras que los coches-cama de la Deutsche Bahn son operados por CityNightLine.

## Cultura popular
- En la película "Enemigo a las puertas", el mayor Erwin König aparece sentado en un vagón-restaurante de Mitropa de camino a Stalingrado cuando de repente ve otro convoy militar en la vía de enfrente, repleto de soldados heridos en coches-literas.